# Feistritz bei Anger
Feistritz bei Anger var en kommun i distriktet Weiz i förbundslandet Steiermark i Österrike. Den blev den 1 januari 2015 en del av kommunen Anger.
Kommunen bestod av två orter (Ortschaften) (inom parentes invånarantal 1 januari 2024):
- Oberfeistritz (760)
- Viertelfeistritz (290)